# Otira (rivière)
La rivière Otira  (anglais : Otira River) est située dans la partie centrale de l’Ile du Sud de la Nouvelle-Zélande, dans le district de Westland dans la région de la West Coast. C'est un affluent du fleuve Taramakau, cours d'eau en tresses.

## Géographie
Elle prend naissance sur les pentes du Mont Rolleston dans les Alpes du Sud, et s’écoule vers le nord sur 22 km,,, en passant à travers la ville d’Otira avant de rejoindre le fleuve Taramakau, qui se déverse ensuite dans la Mer de Tasman à 12 km au sud de Greymouth.
La vallée de la rivière Otira forme l’approche nord-ouest du col de Arthur's Pass, l’un des trois principaux cols qui permettent de franchir les Alpes du Sud.

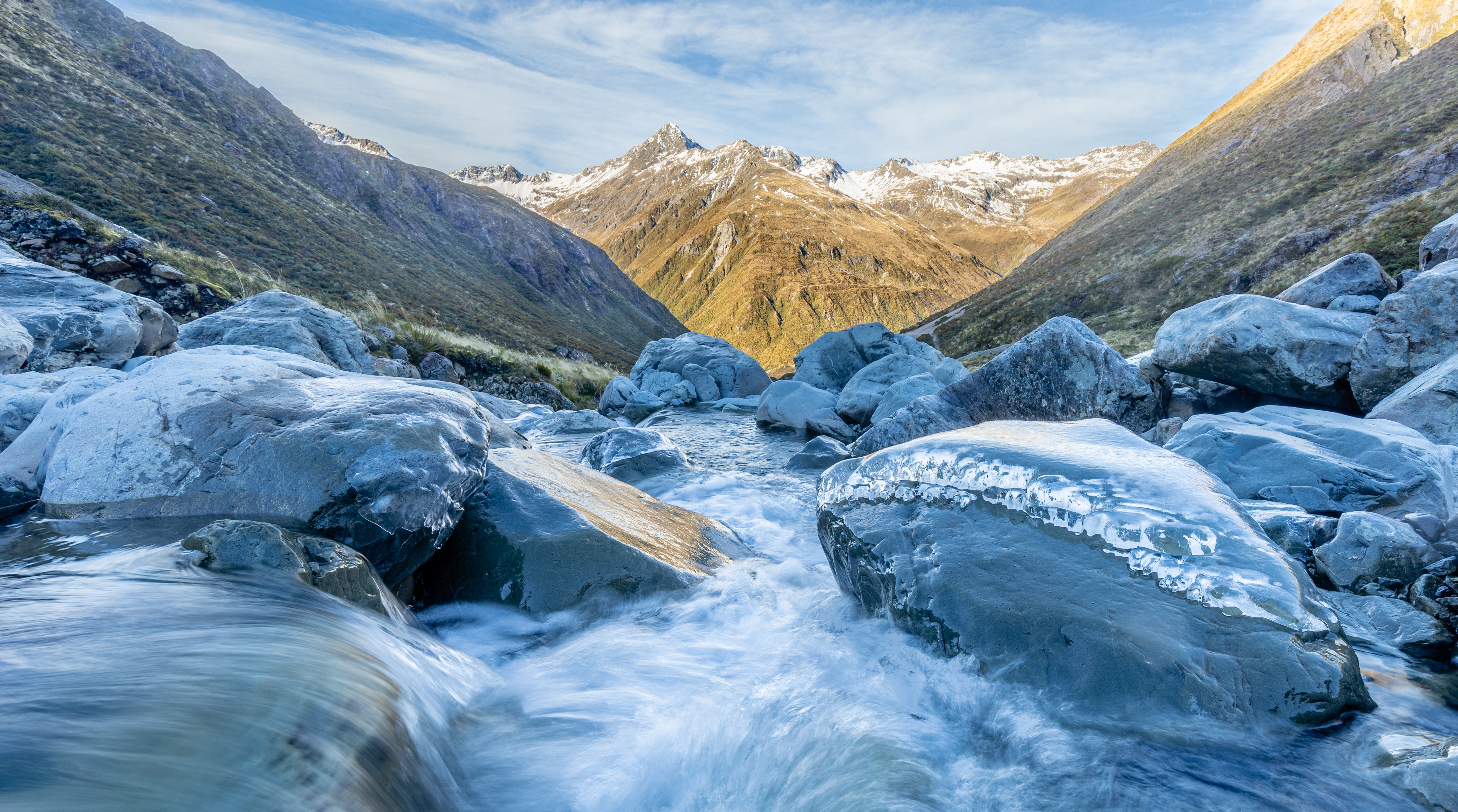
La rivière Otira, dans le parc national d'Arthur's Pass (juin 2019).
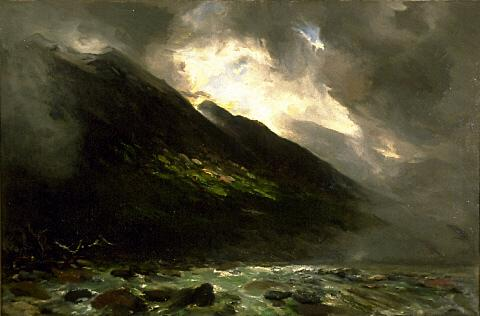
Le mont Rolleston et la rivière Otira, par Petrus Van der Velden, 1893.